# Psilaxis krebsii
Psilaxis krebsii is een slakkensoort uit de familie van de Architectonicidae. De wetenschappelijke naam van de soort is voor het eerst geldig gepubliceerd in 1875 door Mörch.